# Dam (Amsterdam)
 For alternative betydninger, se Dam (flertydig). (Se også artikler, som begynder med Dam)
Dam en plads i Amsterdam, Nederlandene.

## Placering og beskrivelse
Dam ligger i Amsterdams historiske centrum, omkring 750 meter syd for hovedbanegården Amsterdam Centraal. Oprindeligt var stedet hjemsted for en dæmning i floden Amstel, på hollandsk "dam". Pladsen er rektangulær. Den strækker sig omkring 200 meter fra vest til øst og omkring 100 meter fra nord til syd. Dam forbinder gaderne Damrak og Rokin, der strækker sig langs Amstel-flodens oprindelige løb fra Amsterdam Centraal til Munttoren på Muntplein. Dam markerer også afslutningen på de andre travle gader Nieuwendijk, Kalverstraat og Damstraat. Lidt nord for Dam ligger Amsterdams største red-light-distrikt De Wallen.

På pladsens vestlige side ligger det nyklassicistiske kongeslot Paleis op de Dam, der tjente som rådhus fra 1655 til dets omdannelse til kongeslot i 1808. Ved siden af slottet ligger den gotiske kirke Nieuwe Kerk, der blev opført i 1400-tallet, og voksmuseet Madame Tussauds. Pladsens østlige ende domineres af Nationalmonumentet, der blev rejst i 1956 til mindre om ofrene for 2. verdenskrig. Den hvide stensøjle blev tegnet af den hollandske arkitekt J.J.P Oud. Ved Dam finder man også NH Grand Hotel Krasnapolsky og det luksuriøse stormagasin De Bijenkorf. 

## Historie
Dam har fået sit navn efter dens oprindelige funktion: En dæmning i floden Amstel. Heraf kommer også byen Amsterdams navn. Dæmningen blev opført omkring 1270 og udgjorde den første forbindelse mellem de to bosættelser på hver deres side af floden.
Med tiden voksede dæmningen sig så stor, at den blev en egentlig plads. Dam forblev hjertet i den købstad, der voksede op omkring den. Den nuværende Dam-plads er resultatet af en sammenvoksning af to pladser: Den oprindelige dæmning, Middeldam, og Plaetse, der var en nærliggende plads mod vest. Dam blev hjemsted for et stort fiskemarked, hvor skibe lagde til for at udveksle varer. Med opførelsen af Amsterdams rådhus blev Dam-området med tiden ikke kun byens kommercielle centrum, men også dens politiske.
Som markedsplads var Dam hjemsted for et vejehus, der kan ses på flere historiske malerier. Vejehuset blev revet ned i 1808 efter ordre fra Louis Bonaparte, som mente, at det forstyrrede hans udsyn fra kongeslottet.
Damrak, der tidligere udgjorde Amstel-flodens munding, blev fyldt op i løbet af 1800-tallet. Siden da har Dam-pladsen været omgivet af land på alle sider. Det nu tørlagte område gav i 1837 mulighed for opførelsen af børsbygningen Beurs van Zocher. Da børshandlen blev flyttet til Beurs van Berlage i 1903, blev Beurs van Zocher revet ned. I dens sted står i dag stormagasinet De Bijenkorf, der åbnede i 1914.
I 1856 indviede kong Vilhelm 3. krigsmonumentet De Eendracht (dansk: "Enheden") midt på pladsen. Monumentet bestod af en stensøjle med en kvinde på toppen og blev derfor i folkemunde kaldt "Naatje fra Dam". De Eendracht blev taget ned igen i 1914.

### Dam-skyderiet i 1945
7. maj 1945, to dage efter Nazi-Tysklands kapitulation, ventede tusindvis af hollændere på de canadiske troppers ankomst til Dam-pladsen. I Grote-klubben på hjørnet af Kalverstraat og Paleisstraat så medlemmer af den tyske Kriegsmarine til, mens den glade menneskemængde under deres balkon voksede sig større og større. Tyskerne placerede et maskingevær på balkonen og begyndte at skyde mod de forsamlede. Motivet bag angrebet er endnu ukendt, men tyskerne var fulde og sandsynligvis vrede over, at det hollandske politi havde forbrudt sig mod en aftale om ikke at arrestere tyske soldater.
Skyderiet stoppede først, da et medlem af den hollandske modstandsbevægelse klatrede op af tårnet på kongeslottet og begyndte at skyde ned på balkonen og ind i Grote-klubben. Samtidig trængte en tysk officer og en modstandsmand ind i klubben, hvor de tvang de skyldige tyskere til at overgive sig. Man mener, at op til 43 mennesker blev dræbt i massakren på Dam-pladsen, mens 120 blev alvorligt såret.

## Dam i dag
Adskillige sporvognslinjer krydser Dam-pladsen. I slutningen af 1800-tallet var Dam Amsterdam centrale trafikknudepunkt for hestesporvognslinjerne. Efter århundredeskiftet flyttede denne aktivitet fra Dam til Amsterdam Centraal i den anden ende af Damrak.
I løbet af 1800- og 1900-tallet blev Amsterdams vigtigste plads også en slags nationalplads, der i dag kendes af alle hollændere. Den er ofte skueplads for demonstrationer og andre offentlige begivenheder, og den er samlingssted for byens borgere. Den 4. maj samles tusindvis af hollændere på pladsen for at fejre Nationale Dodenherdenking (dansk: "Den Nationale Mindedag") ved Nationalmonumentet, der blev rejst i 1956. I forbindelse med jul og Koningsdag (dansk: "Kongens Dag") forvandles Dam nærmest til et lille tivoli.
Den 6. december 2003 blev den bulgarske gangster Konstantin "Samokovetsa" Dimitrov skudt på Dam-pladsen.